# 450-ті
Період падіння Західної Римської імперії. У Східній Римській імперії завершилося правління Феодосія II, потім Пульхерії, Маркіана, розпочалося правління Лева I Макелли. У Західній завершилося правління Валентиніана III і після швидкої зміни кількох претендентів розпочалося правління Майоріана. Значну частину території окупували варвари, зокрема в Іберії та на півдні Галлії утворилося Вестготське королівство, а Північну Африку захопили вандали, утворивши Африканське королівство, у Тисо-Дунайській низовині утворилося Королівство гепідів.
У Південному Китаї правління династії Лю Сун. В Індії правління імперії Гуптів. У Японії триває період Ямато. У Персії править династія Сассанідів.
На території лісостепової України Черняхівська культура. Історики VI століття згадують плем'я антів, що мешкало на території сучасної України приблизно з IV сторіччя. У Північному Причорномор'ї центр володінь гунів, які підкорили собі інші кочові племена, зокрема сарматів та аланів.

## Події
- Вторгнення гунів під проводом Аттіли у Галлію зупинене у битві народів на Каталаунських полях, після чого гуни вторглися в Італію і пішли на Рим, але були зупинені епідемією та благаннями папи Римського.
- Аттіла помер у 453. Після його смерті союз підконтрольних племен збунтувався проти гунів і переміг його сина Елака. Утворилося Королівство гепідів. Центр володінь гунів змістився на територію сучасної України.
- Остготи змістилися в Паннонію і Далмацію.
- У 455 році Рим захопили й розграбували вандали.
- Спільними зусиллями Риму й вестготів були розгромлені свеви на території сучасної Португалії.
- Зміцнилися володіння франків.
- Розпочався процес переселення англів, саксів і ютів, які вели боротьбу з римо-британцями й місцевими кельтськими племенами.
- На Персію та Індію чинять тиск ефталіти.
- Відбувся Халкедонський собор 451 року, який підтвердив Нікейський символ віри, але з якого фактично почався церковний розкол. Частина церков не визнала рішень собору, що засуджували монофізитство. Собор затвердив першість римського єпископату, поставивши константинопольський патріархат другим за значенням.